# Die goldene Banane von Bad Porno
Die goldene Banane von Bad Porno ist ein deutsch-dänischer Film des Regisseurs Ralf Gregan aus dem Jahr 1971.

## Handlung
Zwei Produzenten von Erotikfilmen möchten beim 13. Dänischen Festival der Pornofilme die „Goldene Banane“ gewinnen. Sie versuchen auszuspionieren, was die anderen Studios filmen. Gleichzeitig arbeiten die Produzenten mit mehreren hübschen Mädchen, die ihr volles Potenzial erreichen wollen. Schließlich erreichen  die Produzenten ihr Ziel.

## Kritik
„Zwei Sexfilmproduzenten spionieren in den Ateliers der Konkurrenz und gewinnen schließlich den Preis eines Pornofestivals. Mühsam und langweilig inszeniertes Spekulationsprodukt.“